# بلیتر
بلیتر (اندونزیایی: Blitar) شهری در استان جاوه شرقی کشور اندونزی است. جمعیت این شهر بر اساس سرشماری سال ۱۹۹۰ میلادی، ۱۱۲٫۹۸۶ نفر و بر اساس سرشماری سال ۲۰۰۰ میلادی، ۱۲۶٫۴۵۳ بوده که در سال ۲۰۰۷ میلادی به ۱۳۴٫۵۷۰ نفر افزایش یافته‌است.